# Servei comunitari

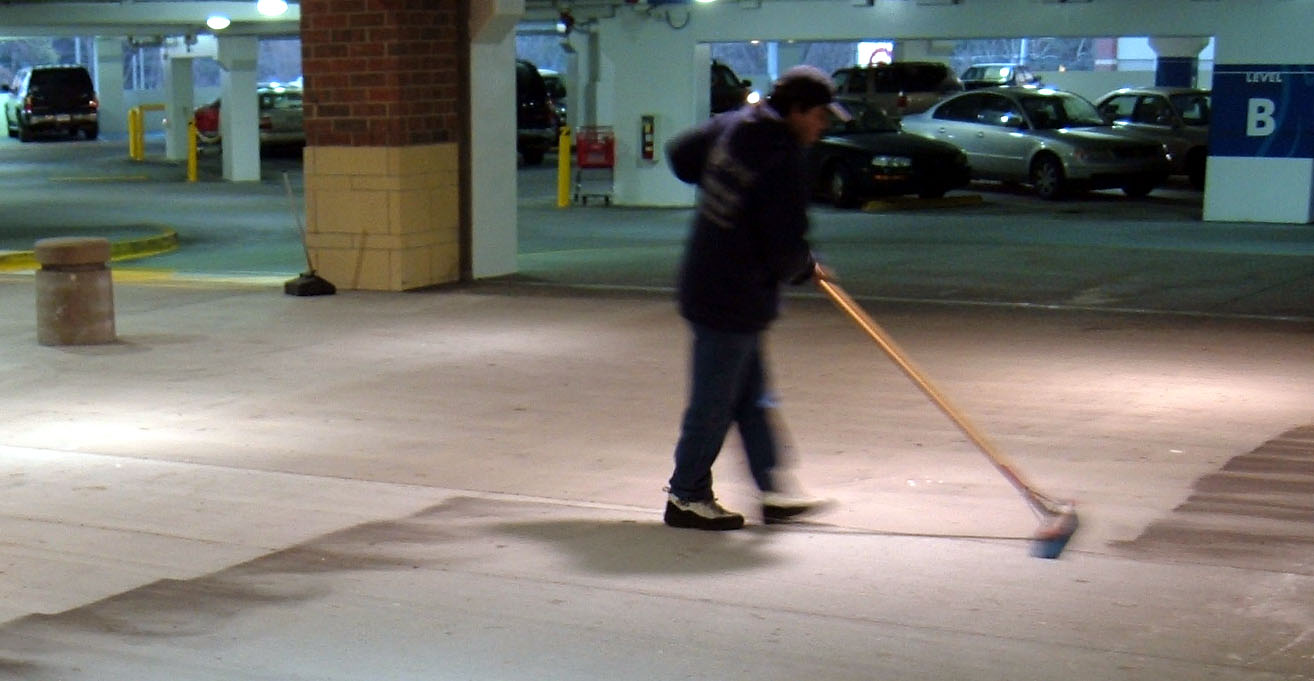
Persona realitzant servei comunitari de neteja

El servei comunitari és un conjunt de serveis o activitats que són fetes per algú o per un grup de persones per a benefici del públic o les seves institucions.
Els voluntaris contribueixen amb serveis a la comunitat; però, no totes les persones que realitzen servei comunitari són considerades voluntàries, ja que algunes ho fan sense voluntat pròpia, obligades per diverses raons, com ara:
- Com a part de les necessitats de la ciutadania, en substitució per exemple del servei militar;
- Per sancions de justícia penal dictaminada per algun jutge, i en molts casos per a evitar una sanció major de tipus pecuniari o privativa de llibertat;
- Per a complir els requisits d'un curs, com el cas de l'anomenat aprenentatge en servei, o per a complir amb certs requisits exigits per a la graduació;
- Per alguna exigència d'una escola o d'una guarderia o d'una institució esportiva, que a vegades requereixen dels pares o responsables dels qui allí s'inscriuen, cert nombre d'hores de servei no remunerat.

També hi ha persones que proporcionen servei comunitari que reben algun tipus de compensació a canvi d'un any del seu compromís al servei públic, com AmeriCorps als Estats Units (els qui en aquest cas són anomenats membres privats d'un home voluntaris).
La persona que realitza aquest tipus de serveis no percep cap remuneració ni tampoc ha d'acceptar propines. Aquestes feines solen ser ad honorem.

## Exemples
- Remodelar el parc.
- Netejar una residència.
- Recopilar elements amb finalitats benèfics, com a roba, menjar, o mobles.
- Involucrar-se amb Hàbitat per a la Humanitat.
- Netejar vorals de carretera.
- Ajudar als ancians en asils.
- Ajudar als bombers o la policia.
- Ajudar en una biblioteca local.
- Realitzar una tutoria a nens amb dificultats d'aprenentatge.
- Netejar jardins de llars d'ancians.
- Jugar amb els nens i/o supervisar-los o cuidar-los d'alguna forma.
- Recollir escombraries.
- Ajudar als nens del carrer.
- Hospital
- Complir amb les necessitats bàsiques d'una comunitat.
- Netejar els rafals, els banys o les latrines.